# Sarah Gadon
Sarah Gadon (n. 4 aprilie 1987) este o actriță canadiană.

## Filmografie

### Film

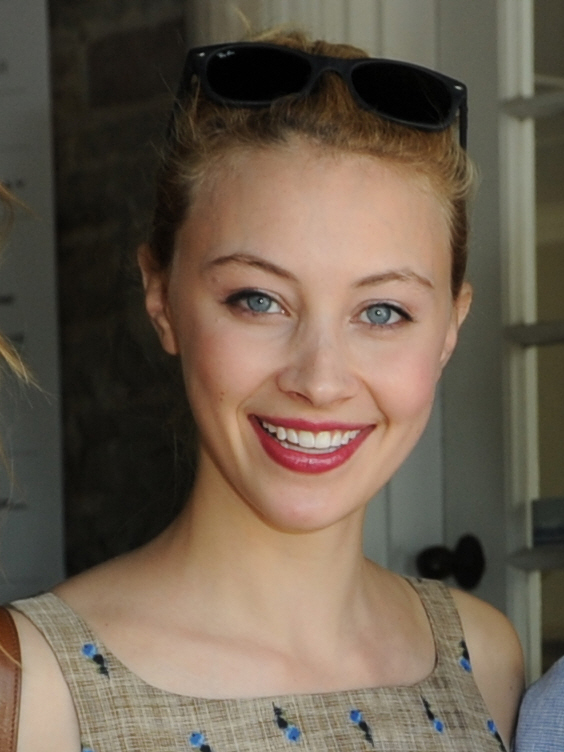
Gadon în 2011

| An   | Titlu                               | Rol                   | Note       |
| ---- | ----------------------------------- | --------------------- | ---------- |
| 2003 | Fast Food High                      | Zoe                   |            |
| 2004 | Siblings                            | Margaret              |            |
| 2007 | Charlie Bartlett                    | Priscilla             |            |
| 2007 | Burgeon and Fade                    | Haley                 | Film scurt |
| 2008 | Orange Avenue                       | Julia MacMillan       | Film scurt |
| 2008 | Spolitation                         | Gabriella             | Film scurt |
| 2008 | The Cutting Edge: Chasing the Dream | Celeste Mercier       |            |
| 2009 | Manson, My Name Is Evil             | Laura                 |            |
| 2011 | A Dangerous Method                  | Emma Jung             |            |
| 2011 | The Moth Diaries                    | Lucy Blake            |            |
| 2011 | Dream House                         | Cindi                 |            |
| 2012 | Bear Hug                            | Madison               | Film scurt |
| 2012 | Antiviral                           | Hannah Geist          |            |
| 2012 | Cosmopolis                          | Elise Shifrin         |            |
| 2012 | Yellow Fish                         | Cait                  | Film scurt |
| 2013 | Enemy                               | Helen St. Claire      |            |
| 2013 | Belle                               | Lady Elizabeth Murray |            |
| 2014 | The Nut Job                         | Lana                  | Voce       |
| 2014 | The Amazing Spider-Man 2            | Kari                  |            |
| 2014 | Maps to the Stars                   | Clarice Taggart       |            |
| 2014 | Dracula Untold                      | Mirena / Mina         |            |
| 2015 | The Girl King                       | Ebba Sparre           | Filmare    |
| 2015 | The 9th Life of Louis Drax          | Natalie               | Filmare    |

### Televiziune
| An        | Titlu                               | Rol                             | Note                                                 |
| --------- | ----------------------------------- | ------------------------------- | ---------------------------------------------------- |
| 1998      | La Femme Nikita                     | Julia                           | Episodul: "Last Night"                               |
| 1999      | Are You Afraid of the Dark?         | Monica                          | Episodul: "The Tale of the Forever Game"             |
| 2000      | Twice in a Lifetime                 | Laura Burnham tânără            | Episodul: "Even Steven"                              |
| 2000      | The Other Me                        | Heather                         | Film                                                 |
| 2000      | In a Heartbeat                      | Jennifer                        | 2 episoade                                           |
| 2000      | Mattimeo: A Tale of Redwall         | Cynthia Vole / Tess Churchmouse | Voce (13 episoade)                                   |
| 2001      | What Girls Learn                    | Samantha                        | Film                                                 |
| 2002      | Mutant X                            | Catherine Hartman               | Episodul: "Whiter Shade of Pale"                     |
| 2002      | Cadet Kelly                         | Amanda                          | Film                                                 |
| 2002      | Mom's on Strike                     | Jessica Harris                  | Film                                                 |
| 2002      | The Strange Legacy of Cameron Cruz  | Lucy Montgomery                 | Film                                                 |
| 2002      | Society's Child                     | Nikki Best                      | Voce Film                                            |
| 2003      | Doc                                 | Terri Lewis                     | Episodul: "Angels in Waiting"                        |
| 2003      | My Dad the Rock Star                | Alyssa                          | Voce 3 episoade                                      |
| 2004      | This Is Wonderland                  | Zoe Kelsey                      | Episodul: "1.13"                                     |
| 2004      | Dark Oracle                         | Claudia                         | Episodul: "Crushed"                                  |
| 2004      | The Eleventh Hour                   | Cassie Redner                   | Episodul: "Gone Baby Gone"                           |
| 2005      | The Eleventh Hour                   | Cassie Redner                   | Episodul: "Kettle Black"                             |
| 2005      | Time Warp Trio                      | Jodie (voce)                    | Series Regular                                       |
| 2005      | Life with Derek                     | Vicki                           | Episodul: "The Wedding"                              |
| 2005      | Code Breakers                       | Julia Nolan                     | Film                                                 |
| 2006-2007 | Ruby Gloom                          | Ruby Gloom                      | Voce Rolul principal (26 de episoade)                |
| 2007-2009 | Friends and Heroes                  | Portia                          | Voce Rolul principal (35 de episoade)                |
| 2007-2010 | Total Drama                         | Beth                            | Voce (47 de episoade)                                |
| 2008      | The Cutting Edge: Chasing the Dream | Celeste Mercier                 | Film                                                 |
| 2008      | Flashpoint                          | Tasha Redford                   | Episodul: "Attention Shoppers"                       |
| 2008-2009 | The Border                          | Zoe Kessler                     | 14 episoade                                          |
| 2009      | Aaron Stone                         | Dr. Martin                      | Episodul: "In Hall We Trust"                         |
| 2009      | Being Erica                         | Katie Atkins                    | 14 episoade                                          |
| 2009-2011 | Murdoch Mysteries                   | Ruby Ogden                      | 4 episoade                                           |
| 2010      | Happy Town                          | Georgia Bravin                  | Rolul principal (8 episoade)                         |
| 2010      | The Dating Guy                      | Darlene                         | Voce Episodul: "Gross Encounters of the Virgin Kind" |
| 2012      | World Without End                   | Philippa                        | Miniserial                                           |

## Premii și nominalizări
| An   | Titlu        | Premiu                        | Categorie                                                                | Rezultat     | Note |
| ---- | ------------ | ----------------------------- | ------------------------------------------------------------------------ | ------------ | --- |
| 2001 | The Other Me | Young Artist Award            | Best Ensemble in a TV Movie                                              | Nominalizare | Împărțit cu Andrew Lawrence, Brenden Jefferson, Tyler Hynes și Alison Pill                                                                                                |
| 2003 | Ruby Gloom   | Gemini Award                  | Best Individual or Ensemble Performance in an Animated Program or Series | Nominalizare | Împărțit cu: David Berni, Stacey DePass, Emily Hampshire, Jeremy Harris, Peter Keleghan, Scott McCord and Adrian Truss (pentru episodul, "Hairless the Musical - part 1") |
| 2009 | Flashpoint   | ACTRA Awards                  | Outstanding Performance - Female                                         | Nominalizare | Câștigat de Rosemary Dunsmore |
| 2012 | Cosmopolis   | Vancouver Film Critics Circle | Best Supporting Actress in a Canadian Film                               | Câștigat     | |
| 2014 | Enemy        | Canadian Screen Awards        | Best Supporting Actress                                                  | Câștigat     | |